# 長瀬貞一

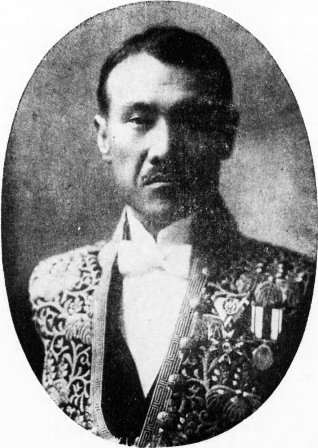
長瀬貞一

長瀬 貞一（ながせ ていいち、1886年（明治19年）3月15日 – 1939年（昭和14年）11月14日）は、農商務官僚、農林官僚。

## 経歴
三重県桑名郡出身。第一高等学校を経て、1911年（明治44年）に東京帝国大学法科大学独法科を卒業し、高等文官試験に合格した。林務属、山林事務官、熊本大林区署詰、山林書記官、農商務省山林局林産課長、農林書記官、大臣官房文書課長を歴任。1927年（昭和2年）以降、水産局長、山林局長、米穀部長、農務局長を務めた。1936年（昭和11年）、農林次官に就任した。
退官後は飼料配給株式会社社長を務めた。